# Diplectrona zealandensis
Diplectrona zealandensis är en nattsländeart som beskrevs av Mosely in Mosely och Douglas E. Kimmins 1953. Diplectrona zealandensis ingår i släktet Diplectrona och familjen ryssjenattsländor. Inga underarter finns listade i Catalogue of Life.